# Alice Buonguerrieri
Alice Buonguerrieri (Bagno di Romagna, 4 settembre 1978) è una politica italiana, dal 13 ottobre 2022 deputata alla Camera per Fratelli d'Italia.

## Biografia
Dopo aver conseguito la maturità classica, si è laureata in giurisprudenza presso l'Università degli Studi di Bologna nel 2003. Esercita dal 2007 la professione di avvocato del foro di Forlì-Cesena, è patrocinate in Cassazione e dinanzi alle Magistrature superiori.

## Attività politica
Si avvicina alla politica iscrivendosi ad Azione Giovani, organizzazione giovanile di Alleanza Nazionale (AN). Si candida al consiglio comunale di Bagno di Romagna (Forlì-Cesena) alle elezioni comunali in Emilia-Romagna del 2004, risultando la prima dei non eletti.
Alle comunali in Emilia-Romagna del 2009 si è candidata a sindaco di Bagno di Romagna per la lista civica di centro-destra Liberi di Cambiare, ottenendo il 45,72% dei voti ma venendo sconfitta dal sindaco uscente di centro-sinistra Lorenzo Spignoli (54,28%). Ha rivestito il ruolo di capogruppo di opposizione. 
Nel 2009 aderisce alla confluenza di AN nel Popolo della Libertà (PdL), di cui viene nominata vice-coordinatrice provinciale nel 2012. Il 16 novembre 2013, con la sospensione delle attività del PdL, aderisce alla rinascita di Forza Italia, di cui diventa vice-commissario provinciale nel 2019.
Alle elezioni comunali in Emilia-Romagna del 2019 risulta la più votata ed è eletta consigliere comunale di Bagno di Romagna nella lista civica di centro-destra Un bene in Comune; tenta nuovamente l'elezione anche a Cesena, dove, pur risultando la più votata di Forza Italia, non scatta il seggio..
Il 31 maggio 2020 lascia Forza Italia per aderire a Fratelli d'Italia (FdI), di cui diventa coordinatrice provinciale nel 2021.
Alle elezioni politiche anticipate del 2022 viene candidata alla Camera dei deputati nel collegio uninominale Emilia-Romagna - 08 (Ravenna), sostenuta dalla coalizione di centro-destra in rappresentanza FdI, risultando eletta deputata con il 37,32% dei voti e superando di soli 49 voti Ouidad Bakkali del centro-sinistra (37,30%) e del Movimento 5 Stelle Marta Rossi (9,45%). Nella XIX legislatura è componente della 2ª Commissione Giustizia, della Giunta delle elezioni,  segretario della Commissione parlamentare d'inchiesta sul rischio idrogeologico e capogruppo della controversa Commissione parlamentare d'inchiesta sull'emergenza sanitaria epidemiologica da SARS-CoV-2.